# テネシー大学
テネシー大学（英語: The University of Tennessee）は、米国テネシー州ノックスビル市に本部を置くアメリカ合衆国の州立大学。1794年創立、1794年大学設置。
UTの愛称で親しまれている。ランドグラント大学に指定されている。オークリッジ国立研究所とも教育および学術研究面で提携を行っている。

## 歴史
テネシー大学の母体となったのは、南西部準州の州都ノックスビルでの会合の結果、1794年9月10日に創設された大学である。この大学は、準州の知事ウィリアム・ブラウントにちなみブラウント大学（Blount College）と名付けられた。続く13年間、ブラウント大学は少ない学生数と教授陣でかろうじて経営を続けた。1807年にブラウント大学は東テネシー大学（East Tennessee College）と改名したが、1809年に同校唯一の教授を兼ねていた初代学長が死去すると一時的に閉校した。東テネシー大学は1820年に再び開校し、1840年には総合大学（East Tennessee University）に昇格した。
1861年にテネシー州は合衆国から脱退してアメリカ連合国に加入したが、東部テネシーには脱退に反対する住民も多かったため、テネシー大学の学生と教授は開戦とともに各自合衆国軍（北軍）か連合国軍（南軍）に志願し、東テネシー大学はほとんど壊滅しかけた。砲撃でキャンパスは損害を受け、大学の校舎は両軍に接収され、野戦病院となったこともあった（ノックスビル方面作戦も参照）。1865年に就任した学長は合衆国寄りであったため、合衆国連邦政府から18,500ドルの復興費用を取り付けることができた。
南北戦争が終わると、テネシー州政府は東テネシー大学を、連邦の公有地を州政府に割譲し、農工業の教育および学生の軍事訓練に役立てることを定め、1862年に可決されたモリル・ランドグラント法の対象とした。この結果、東テネシー大学はランドグラント大学となった。1879年にはテネシー大学と改名し、1893年には初めて女子学生が入学できるようになった。
1952年、連邦地方裁判所の命令により、アフリカ系アメリカ人が初めて大学院とロースクールへの入学を許可された。1954年には黒人の学生に初めて修士号が贈られ、1959年には黒人の学生に初めて教育学博士号が贈られた。学部に黒人の学生が初めて入学したのはそれより後の1961年であり、1964年には初めて黒人の教官が任官された。テネシー大学での人種の統合は比較的順調に進み、黒人の学生は学内よりも学外の飲食店や娯楽施設で不自由を強いられることが多かったが、1950年代と1960年代のテネシー大学とノックスビルは南部の他の大学よりも人種間のトラブルにみまわれることが少なかった。

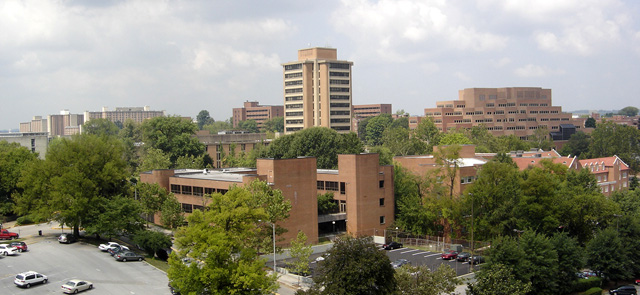
テネシー大学全景

1968年にはテネシー大学の再編があり、ノックスビルのキャンパスを旗艦校およびメンフィスのテネシー大学医療科学センター、マーティンのテネシー大学マーティン校、タラホーマのテネシー大学宇宙研究所、その他ノックスビルにある獣医学部、農業研究所、公共サービス研究所から成るテネシー大学システムの本部と定めた。翌1969年にはチャタヌーガのテネシー大学チャタヌーガ校がテネシー大学システムに加わった。1971年から1979年にかけてナッシュビルにもキャンパスが存在したが、1979年に閉校を命じられ、テネシー州立大学と統合された。

## 伝統
スクール・カラーはオレンジ色と白。マスコットはブルーティック・クーンハウンドのスモーキー。

## スポーツ

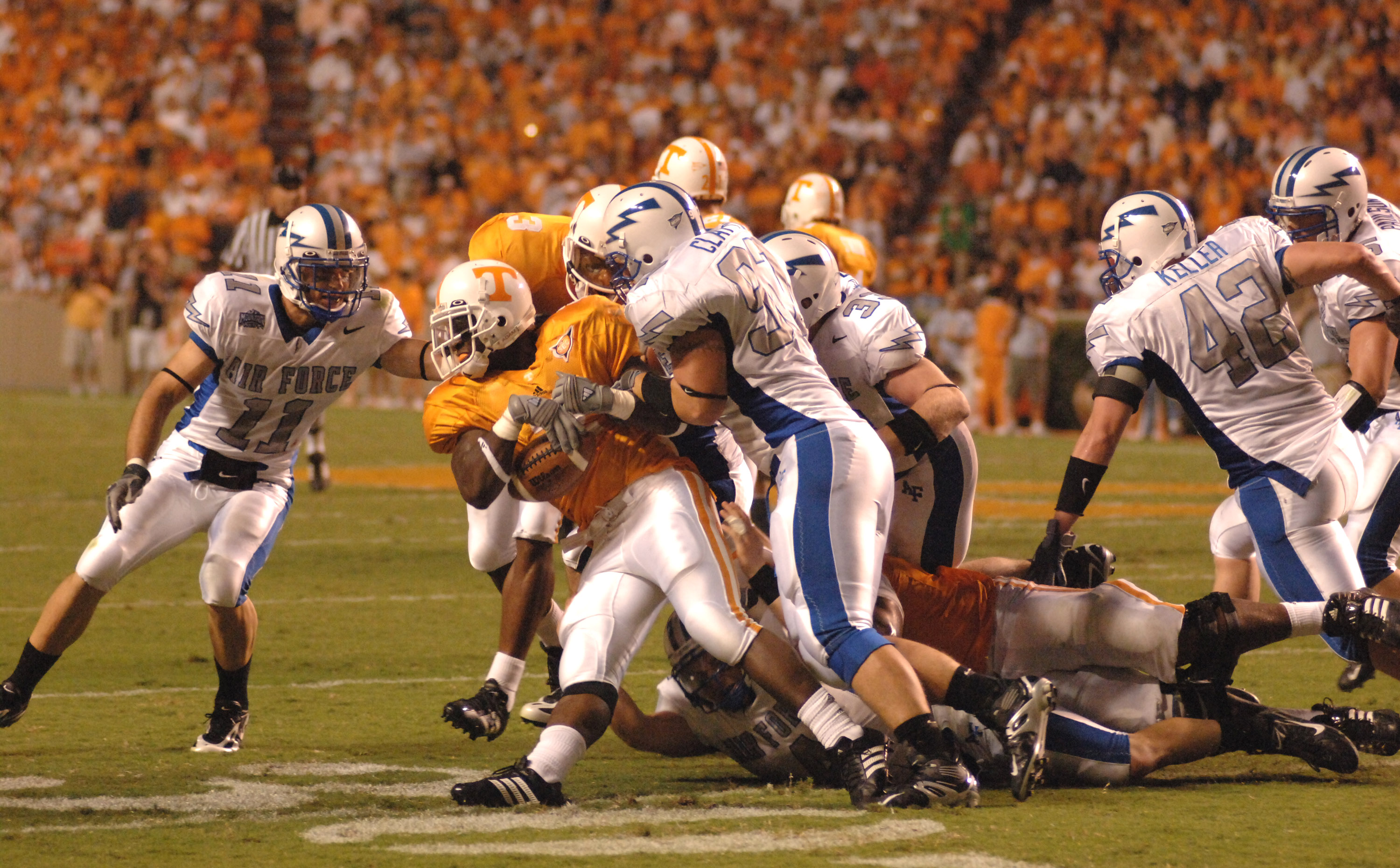
フットボール（対空軍士官学校）

テネシー大学のスポーツチームは、テネシー州が輩出した志願兵にちなみボランティアーズ（Volunteers）と呼ばれ、NCAAのディビジョンI（フットボールはディビジョンI-A）のサウスイースタン・カンファレンス東地区に属している。女子チームはレディーボランティアーズ（Lady Volunteers）と呼ばれる。略称はヴォルズ（Vols）およびレディーヴォルズ（Lady Vols）である。特にアメリカンフットボールと女子バスケットボールが強豪として知られている。フットボールは1938年を初めに過去3回全米チャンピオンに輝いており、最後に全米チャンピオンとなったのは1998年である。ホームスタジアムであるニーランド・スタジアムは全米で3番目に大きく、収容人数は10万人以上である。女子バスケットは1987年を初めに、1996年-1998年には3連覇を果たし、現在8回（コネチカット大学に次ぐ史上第2位）全米チャンピオンになっている。特にホームでは9割以上の勝率を誇る。

## 著名な出身者
- モニカ・アボット - ソフトボール選手
- カート・ヴォネガット - 作家（短期間在学）
- フィル・ガーナー - 野球選手
- ジャスティン・ガトリン - 短距離競走選手
- エステス・キーフォーヴァー - 政治家
- サム・グラディ - 陸上競技選手、アメリカンフットボール選手
- 栗下善行 - 政治家
- オヴィンス・サンプルー - 総合格闘家
- シェリル・ステューダー - 声楽家
- R.A.ディッキー - 野球選手
- ベン・ジョイス - 野球選手
- ジム・デミント - 政治家
- ケビン・ナッシュ - プロレスラー
- クラレンス・ブラウン - 映画監督
- ジェームズ・M・ブキャナン - 経済学者、財政学者。ノーベル経済学賞受賞者
- トッド・ヘルトン - 野球選手
- ハワード・H・ベーカー・ジュニア - 政治家、外交官
- パトリシア・ホール - 短距離競走選手
- レジー・ホワイト - アメリカンフットボール選手
- ウィリアム・マカドゥー - 政治家
- コーマック・マッカーシー - 作家
- ペイトン・マニング - NFL・インディアナポリス・コルツ、デンバー・ブロンコスに所属したQB。2021年NFL殿堂入り
- ヴィンセント・ヤーブロー - プロバスケットボール選手
- アリ・アブ・ラーギブ（Ali Abu al-Ragheb） - ヨルダンの元首相

## 著名な教員
- 蔡秉燚 - N95マスクのフィルターの発明者
- ジャック・ドンガラ - 計算機科学科特別栄誉教授